# 三本松駅 (香川県)
三本松駅（さんぼんまつえき）は、香川県東かがわ市三本松にある、四国旅客鉄道（JR四国）高徳線の駅である。駅番号はT12。

## 概要
特急を含むすべての旅客営業列車が停車する。東かがわ市の実質的な代表駅。旧大内町の代表駅であった。
元は三本松町（その後合併して大内町、更に合併して東かがわ市に）の玄関口として設けられた。
香川県立三本松高等学校の最寄駅で、高校生の利用が多い。そのため、利用客数は特急停車駅である隣の讃岐白鳥駅を上回る。

## 歴史
- 1928年（昭和3年）4月15日：鉄道省高徳本線の駅として開業[1]。
- 1984年（昭和59年）2月1日：貨物取扱廃止[1]。
- 1985年（昭和60年）3月14日：荷物扱い廃止[1]。
- 1987年（昭和62年）4月1日：国鉄分割民営化によりJR四国の駅となる[1]。
- 2010年（平成22年）10月1日：三本松駅長廃止。高松駅長管理下となる[2][3][注釈 1]。
- 2021年（令和3年）10月以降：みどりの券売機プラスの利用を開始[4]。みどりの窓口が営業を終了[4]。これにともない駅係員による対応時間の縮小や休業日（土休日や年末年始）が設けられる[4]。

## 駅構造
単式・島式ホーム2面3線と木造駅舎を有する地上駅で、ほかに留置線が1本ある。高松方面で当駅始発列車が設定されている。一線スルー化工事は施工されていない。かつては、1番線手前に貨物留置線が設けられていたが、貨物取扱終了とともに廃止され、現在は駐車場/駐輪場となっている。
みどりの券売機プラス、傾斜式自動券売機がある。駅舎内に以前は四国キヨスク経営のキヨスクが営業していた。簡易式水洗式トイレが改札内外にある。郵便ポストがある。
駅舎隣（床面積66m2）に以前は、JR四国グループのパン屋ウィリーウィンキーが入居していた。その後、個人経営のパン屋パリジェンヌが入居していた。現在は、明光義塾三本松駅前教室が入居している。

### のりば
| のりば  | 路線    | 方向 | 行先                 |
| ------- | ------- | ---- | -------------------- |
| 1・2・3 | ■高徳線 | 上り | 志度・高松・岡山方面 |
| 1・2・3 | ■高徳線 | 下り | 引田・板野・徳島方面 |

※上下線とも行違いがない限りは、駅舎側の1番のりばを優先的に使用する。

#### 駅業務
当駅は高松駅の被管理駅となっているため、駅長はいない。出札・集札業務、改札業務のほか、駅の清掃などの作業も行っている。

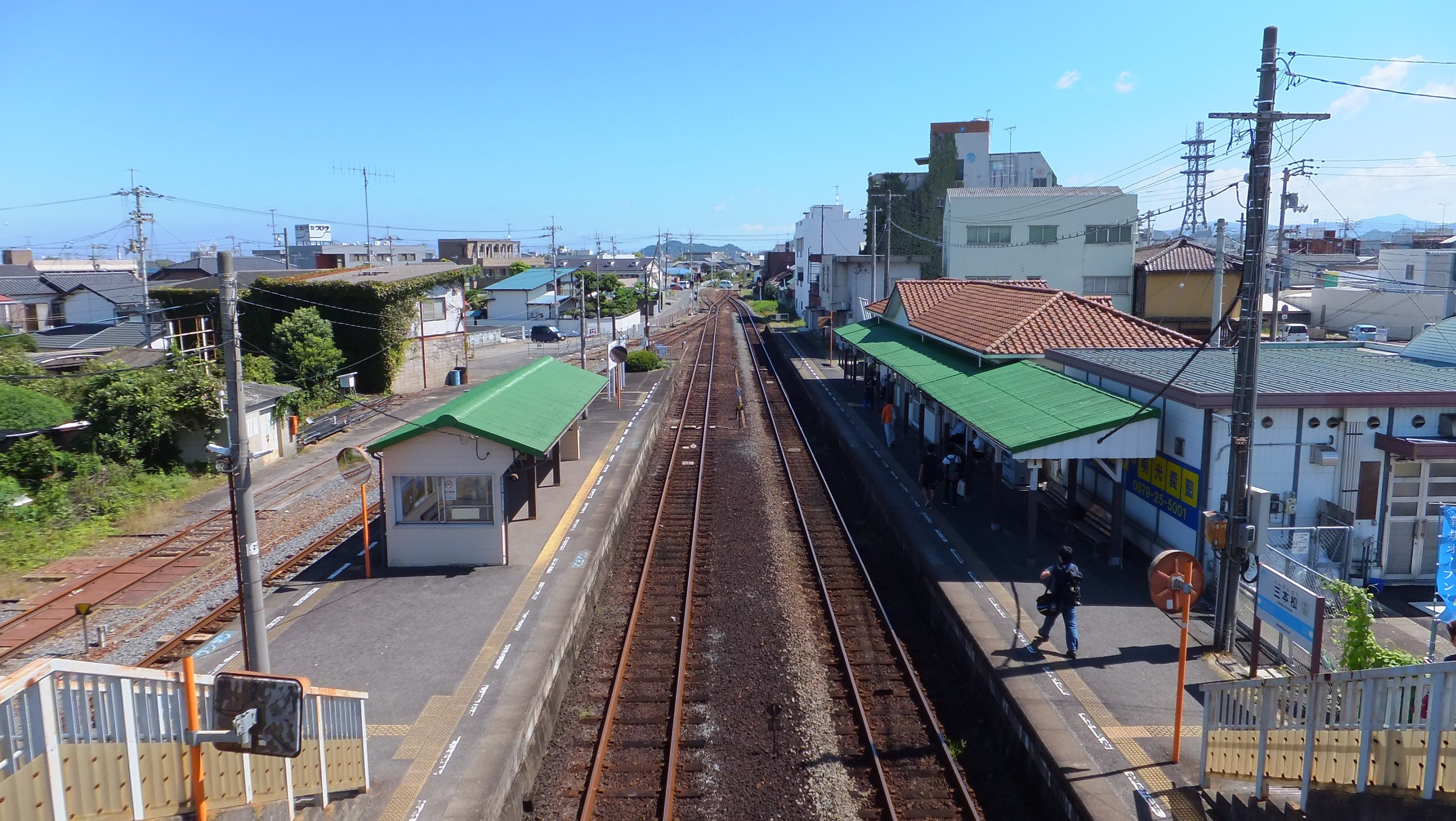
構内（2015年9月、徳島方面（跨線橋より））
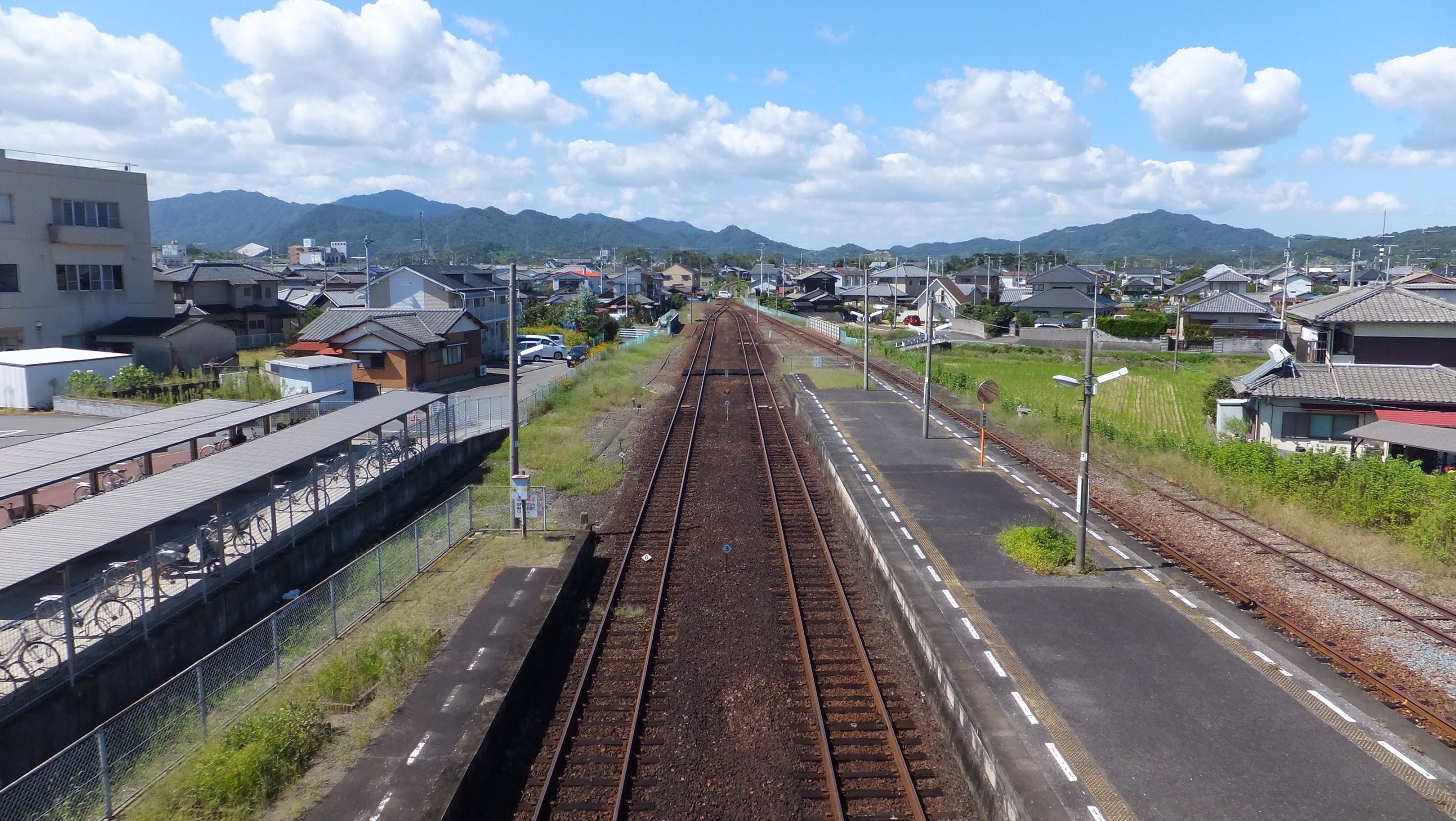
構内（2015年9月、高松方面（跨線橋より））

## 利用状況
一日平均の乗車人員は以下の通り。
| 乗車人員推移 | 乗車人員推移 |
| 年度         | 1日平均人数  |
| ------------ | ------------ |
| 2008         | 844          |
| 2009         | 815          |
| 2010         | 813          |
| 2011         | 795          |
| 2012         | 766          |
| 2013         | 754          |
| 2014         | 705          |

## 駅周辺

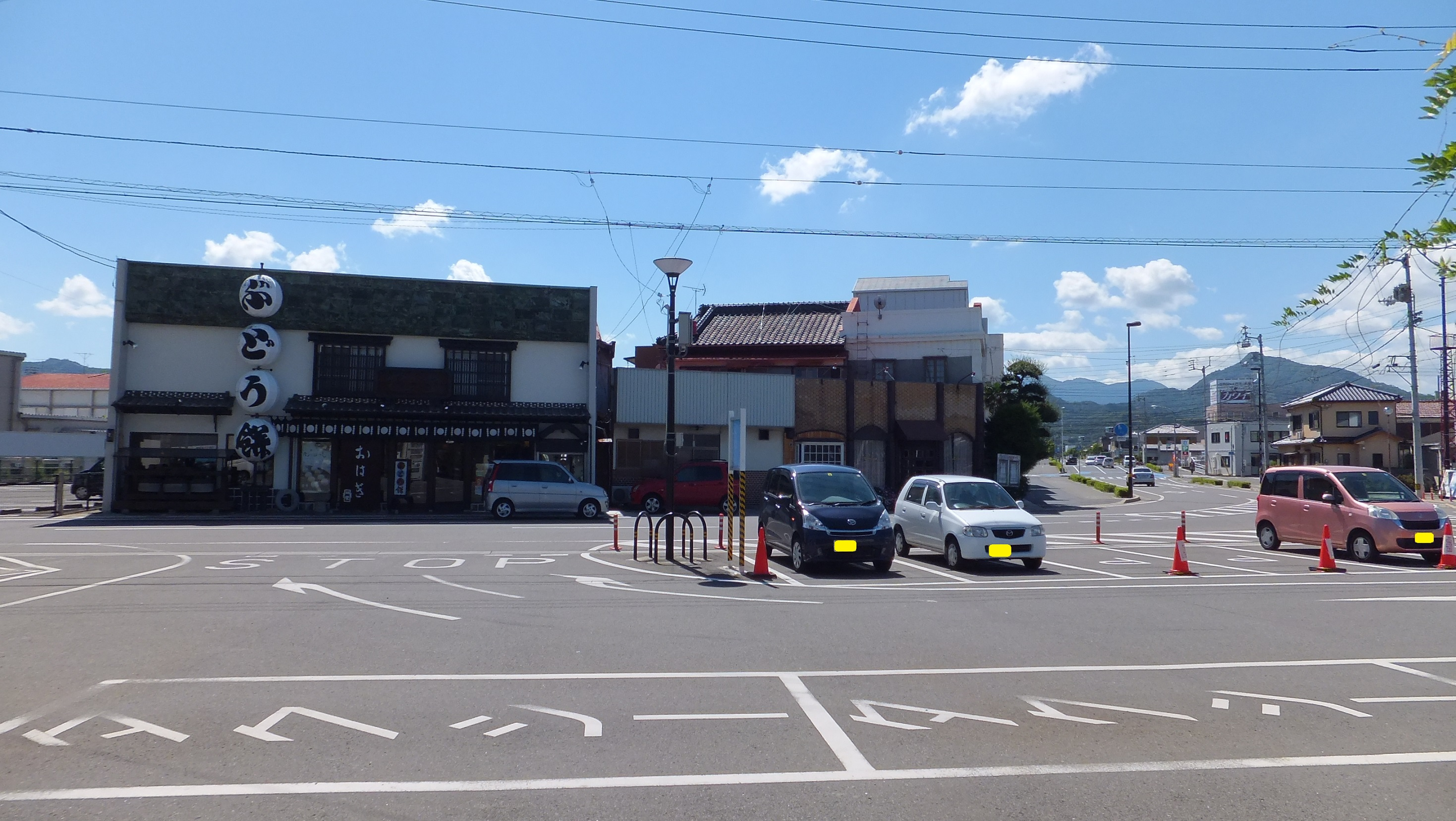
駅前（2015年9月）

### 行政機関
- 東かがわ市ひとの駅さんぼんまつ（旧大内町役場→旧東かがわ市役所大内庁舎）
  - 東かがわ市市民課大内窓口（当初は現在地にあったが、建物の老朽化により、駅南東に位置するNTT西日本三本松ビル内に移転。2018年11月25日、現在地に移転。）
- 大内地方合同庁舎
  - 法務省高松法務局大内出張所
  - 厚生労働省香川労働局東かがわ労働基準監督署
  - 厚生労働省香川労働局さぬき公共職業安定所東かがわ出張所
- 香川県警察東かがわ警察署・東かがわ運転免許更新センター

### 金融機関・郵便局
- 日本郵便三本松郵便局
- 百十四銀行三本松支店
- 中国銀行三本松支店
- 香川銀行三本松支店 - 2021年12月6日に当駅から東に大きく離れた国道11号沿いに移転（同時に白鳥支店をブランチインブランチ）。
- 高松信用金庫三本松支店

### 教育機関
- 東かがわ子どもアカデミー（旧三本松保育所）
- 東かがわ市立大内こども園
- 旧東かがわ市立三本松小学校
- 東かがわ市立大川中学校
- 香川県立三本松高等学校
- 東かがわ市立図書館

### 宗教施設
- 與田寺

### その他
- 三本松漁港
- 三本松公園
- とらまる公園
- 四国新聞東讃支局

### 道路
- 国道11号
- 香川県道128号三本松停車場線
- 香川県道41号大内白鳥インター線

## バス路線
- 大川自動車「三本松駅」停留所　
  - 引田線（上り：高松行　下り：引田行。平日日中の一部便は本停留所で系統分割）
  - 五名福栄線（下り：境目、三宝寺、温泉方面行）

## 隣の駅
四国旅客鉄道（JR四国）
■高徳線
- 特急「うずしお」停車駅

■普通
丹生駅 (T13) - 三本松駅 (T12) - 讃岐白鳥駅 (T11)